# Niobokupletskita
La niobokupletskita és un mineral de la classe dels silicats, que pertany al grup de la kupletskita. Rep el nom pel seu contingut en niobi i la seva relació amb la kupletskita.

## Característiques
La niobokupletskita és un inosilicat de fórmula química K₂Na(Mn,Zn,Fe)₇(Nb,Zr,Ti)₂Si₈O26(OH)₄(O,F). Cristal·litza en el sistema triclínic. La seva duresa a l'escala de Mohs es troba entre 3 i 4.
Segons la classificació de Nickel-Strunz, la niobokupletskita pertany a «09.DC - Inosilicats amb ramificacions de 2 cadenes senzilles periòdiques; Si₂O₆ + 2SiO₃ Si₄O₁₂» juntament amb els següents minerals: astrofil·lita, hidroastrofil·lita, kupletskita, magnesioastrofil·lita, niobofil·lita, zircofil·lita, kupletskita-(Cs), nalivkinita i sveinbergeïta.

## Formació i jaciments
Va ser desscoberta a la pedrera Poudrette, situada al Mont Saint-Hilaire, al municipi regional de comtat de La Vallée-du-Richelieu, a la regió de Montérégie (Quebec, Canadà). Es tracta de l'únic indret de tot el planeta on ha estat descrita aquesta espècie mineral.